# النویک/هالدیماند
النویک/هالدیماند (به انگلیسی: Alnwick/Haldimand) یک Lower-tier municipalities در کانادا است که در انتاریو واقع شده‌است.

## خصوصیات
النویک/هالدیماند ۶٬۶۱۷ نفر جمعیت دارد.